# محوطه قلعه ونایی
محوطه قلعه ونایی در شهرستان خرم‌آباد، بخش مرکزی، دهستان کرگاه شرقی، روستای ونایی واقع شده و این اثر در تاریخ ۲۸ اسفند ۱۳۸۵ با شمارهٔ ثبت ۱۸۸۵۴ به‌عنوان یکی از آثار ملی ایران به ثبت رسیده‌است.